# Tino (Vorname)
Tino ist ein männlicher Vorname.

## Herkunft und Bedeutung
Der Name ist eine Kurzform italienischer Namen, die auf -tino enden, z. B. Valentino. Darüber hinaus ist auch etwa eine Ableitung von Namen, die auf -tin enden, wie Martin oder Konstantin möglich.

## Namensträger
- Tino Berbig (* 1980), deutscher Fußballspieler
- Tino Boos (* 1975), deutscher Eishockeyspieler
- Tino Brandt (* 1975), deutscher Neonazi-Kader
- Tino Bussalb (auch TINO; * 1962), deutscher Schriftsteller
- Tino di Camaino (* um 1280; † um 1337), italienischer Bildhauer und Architekt der Spätgotik
- Tino Chrupalla (* 1975), deutscher Politiker (AfD)
- Tino Dani (1899–1991), ungarischer Sänger
- Tino Edelmann (* 1985), deutscher Nordischer Kombinierer
- Tino Eisbrenner (* 1962), deutscher Liedermacher, Theaterdarsteller, Komponist, Musikproduzent und Moderator
- Tino Günther (* 1962), deutscher Politiker (FDP)
- Tino Häber (* 1982), deutscher Leichtathlet
- Tino Hanekamp (* 1979), deutscher Journalist, Schriftsteller und Clubbesitzer
- Tino Hardt, Pseudonym von Florentine Gebhardt (1865–1941), deutsche Schriftstellerin und Lehrerin
- Tino Hemmann (* 1967), deutscher Schriftsteller, Unternehmer und Verleger
- Tino Hillebrand (* 1989), deutscher Schauspieler und Synchronsprecher
- Tino Jorio (* 1950), Schweizer Politiker (CVP)
- Tino Kießling (* 1981), deutscher Schauspieler und Synchronsprecher
- Tino Licht (* 1969), deutscher Philologe und Hochschullehrer
- Tino Loechelt (* 1965), deutscher Fußballspieler
- Tino Mewes (* 1983), deutscher Schauspieler
- Tino Meier (* 1987), deutscher Straßenradrennfahrer
- Tino Mogensen (* 1972), dänischer Handballspieler
- Tino Mohaupt (* 1983), deutscher Sportschütze
- Tino Müller (* 1978), deutscher Politiker (NPD Mecklenburg-Vorpommern)
- Tino Oac (* 1976), deutscher Sänger
- Tino Pietrogiovanna (* 1950), italienischer Skirennläufer und -trainer
- Tino Piontek (* 1980) alias Purple Disco Machine, deutscher Musikproduzent und DJ
- Tino Rossi (1907–1983), französischer Schauspieler und Sänger
- Tino Schmidt (* 1993), deutscher Fußballspieler
- Tino Schuster (* 1978), deutscher Golf Profi
- Tino Schwierzina (1927–2003), deutscher Politiker
- Tino Sehgal (* 1976), deutsch-britischer Künstler
- Tino Semmer (* 1985), deutscher Fußballspieler
- Tino Tabak (* 1946), neuseeländischer Radrennfahrer
- Tino Thömel (* 1988), deutscher Radrennfahrer
- Tino Tracanna (* 1956), italienischer Jazz-Saxophonist
- Tino Tsakalidis (* 1966), deutscher Regisseur und Choreograph
- Tino Wenzel (* 1973), deutscher Sportschütze

- Martin „Tino“ Schippert (1946–1981), Szenefigur der Schweizer Halbstarken, Motorrad-Rocker
- Ernesto „Tino“ Brambilla (1934–2020), italienischer Rennfahrer
- Konstantin „Tino“ Wawra (* 30. Juni 1979) ist ein österreichischer Fußballspieler